# Янссен, Карл
Карл Людвиг Рудольф Янссен, также Карл Янсен (нем. Karl Ludwig Rudolf Janssen; 29 мая 1855, Дюссельдорф — 2 декабря 1927, Дюссельдорф) — немецкий скульптор-монументалист академического направления дюссельдорфской школы, художник-педагог, профессор Дюссельдорфской Академии искусств.

## Жизнь и творчество
Карл Янсен происходил из семьи художников, его отец Теодор Янсен был гравёром по меди, брат Петер (1844—1908)— живописцем, а брат Теодор (1846—1886) стал архитектором.
Первые уроки по рисунку и живописи Карл получил у отца. В 1872—1880 годах он учился в дюссельдорфской Академии искусств. под руководством Августа Виттига.
В 1878 году Карл Янсен выиграл стипендию на поездку в Рим. Однако он начал свое путешествие лишь в 1881 году и оставался в Италии до 1884 года. Его первой значительной работой стал бюст предпринимателя Альберта Пёнсгена (1883), созданный в 1883 году для его надгробия в Нордфридхофе в Дюссельдорфе. В 1884 году совместно со скульптором с Йозефом Тюзхаузом (1851—1901), с которым он познакомился в Академии искусств в 1874 году, он получил заказ на создание скульптуры «Отец Рейн и его дочери», приуроченной к визиту кайзера Вильгельма I в Дюссельдорф. Жителям Дюссельдорфа скульптура понравилась настолько, что двенадцать лет спустя — в 1897 году — скульпторам было поручено создать реплику из бронзы и гранита в виде фонтана. Годом ранее Карл Янсен также завершил заказ на конную статую Мемориала кайзера Вильгельма в Дюссельдорфе, вызвав всеобщее удовлетворение.
После окончания Первой мировой войны скульптор, по заказу семьи промышленников Henkel создаёт памятник павшим на полях сражений работникам их предприятий. Этот памятник установлен в промышленной зоне дюссельдорфского района Хольтхаузен. Последней крупной работой К.Янссена была статуя Скорбящей для семейного мавзолея Хенкель (1925) в Дюссельдорфе.
С 1893 года Янссен преподавал в качестве профессора в Дюссельдорфской академии искусств, заняв кафедру своего учителя А. Виттига.

## Известные ученики
- Бернгард Хётгер
- Вильгельм Лембрук
- Йозеф Палленберг
- Тони Штокхайм

## Галерея

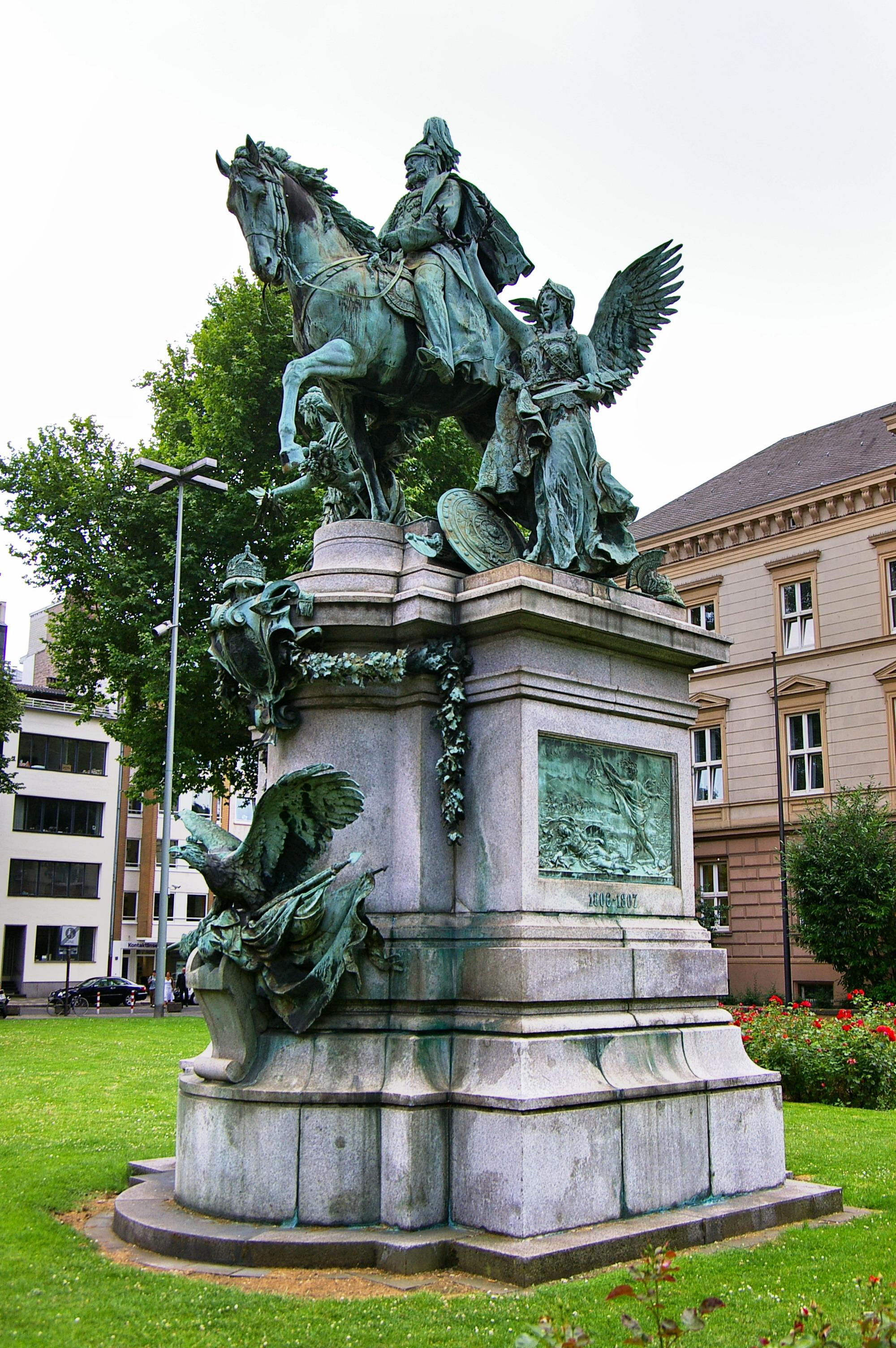
Памятник Вильгельму I. 1896.  Дюссельдорф
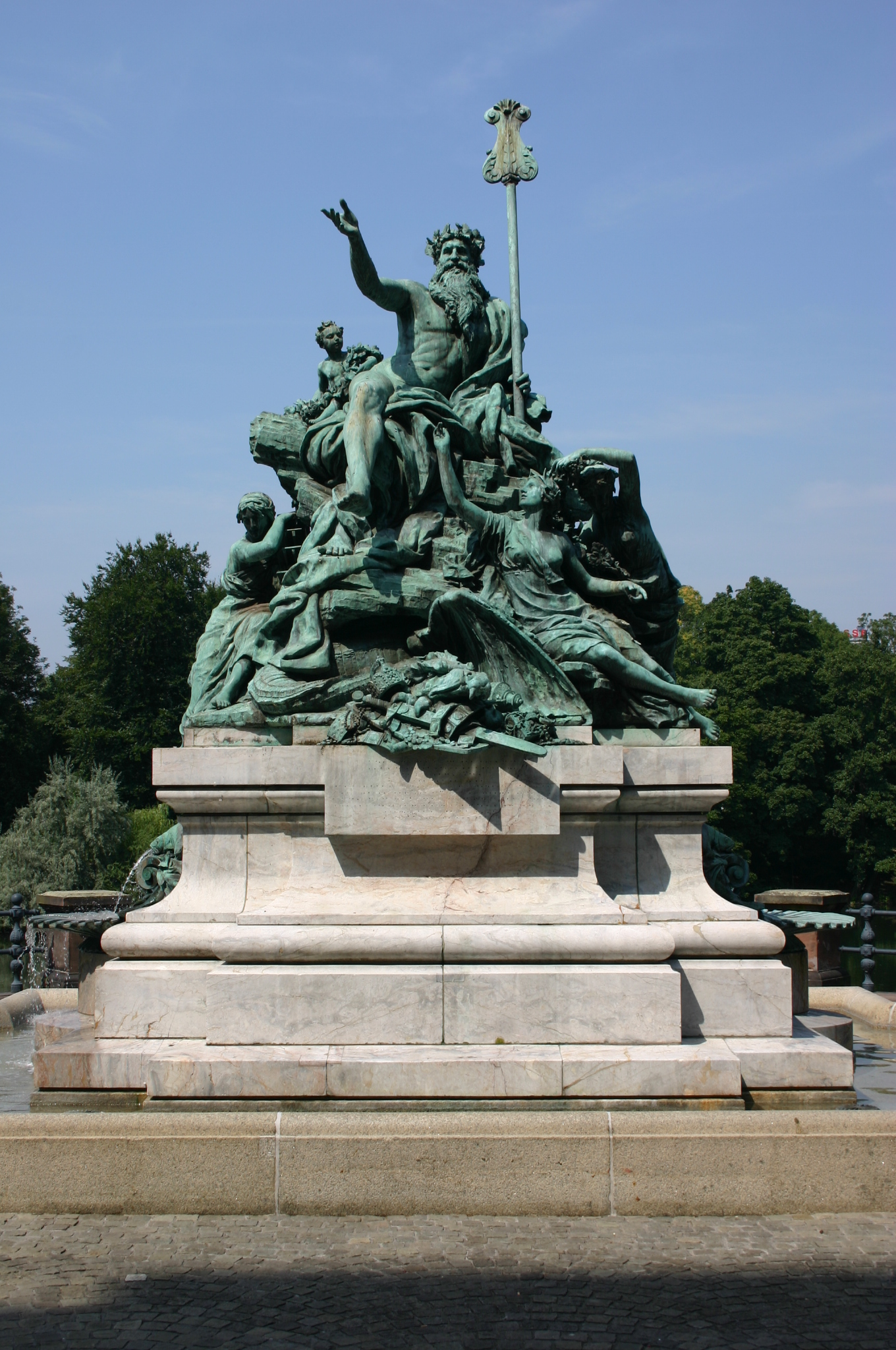
Отец Рейн и его дочери. 1897. Хофгартен, Дюссельдорф
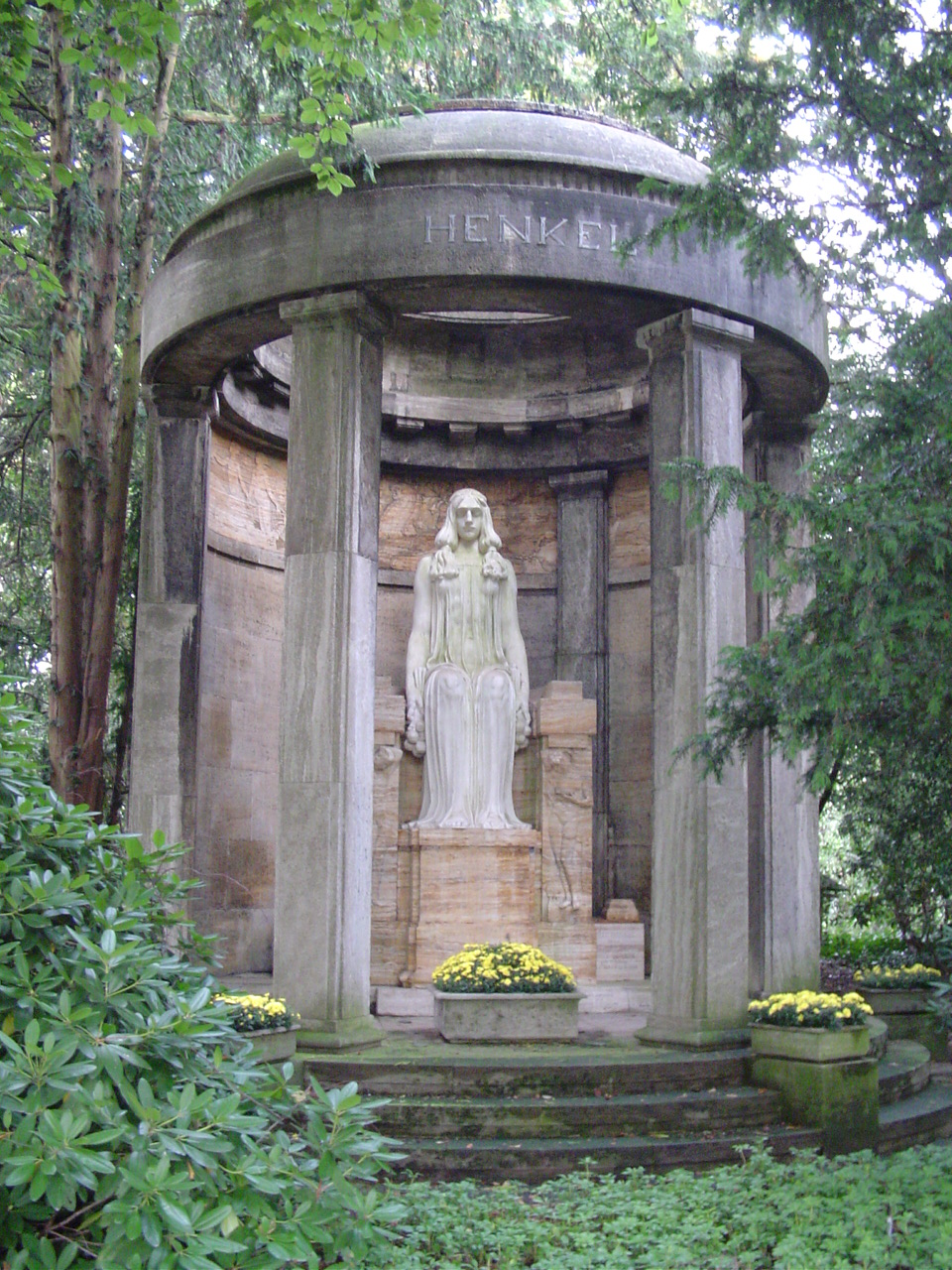
Скульптура «Сон». Надгробие семьи Хенкелей, Дюссельдорф
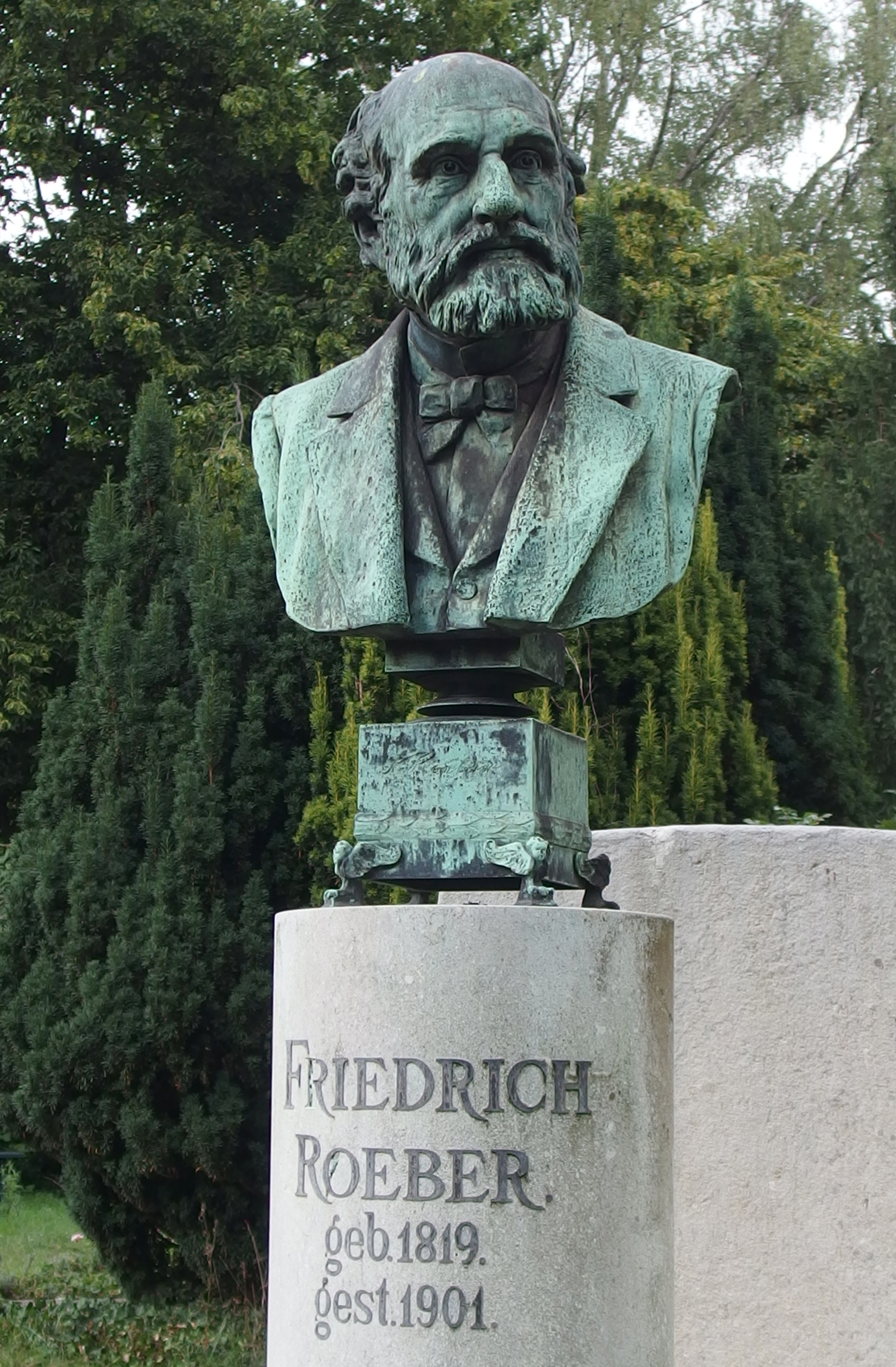
Бюст Фридриха Робера. 1903. Северное кладбище, Дюссельдорф
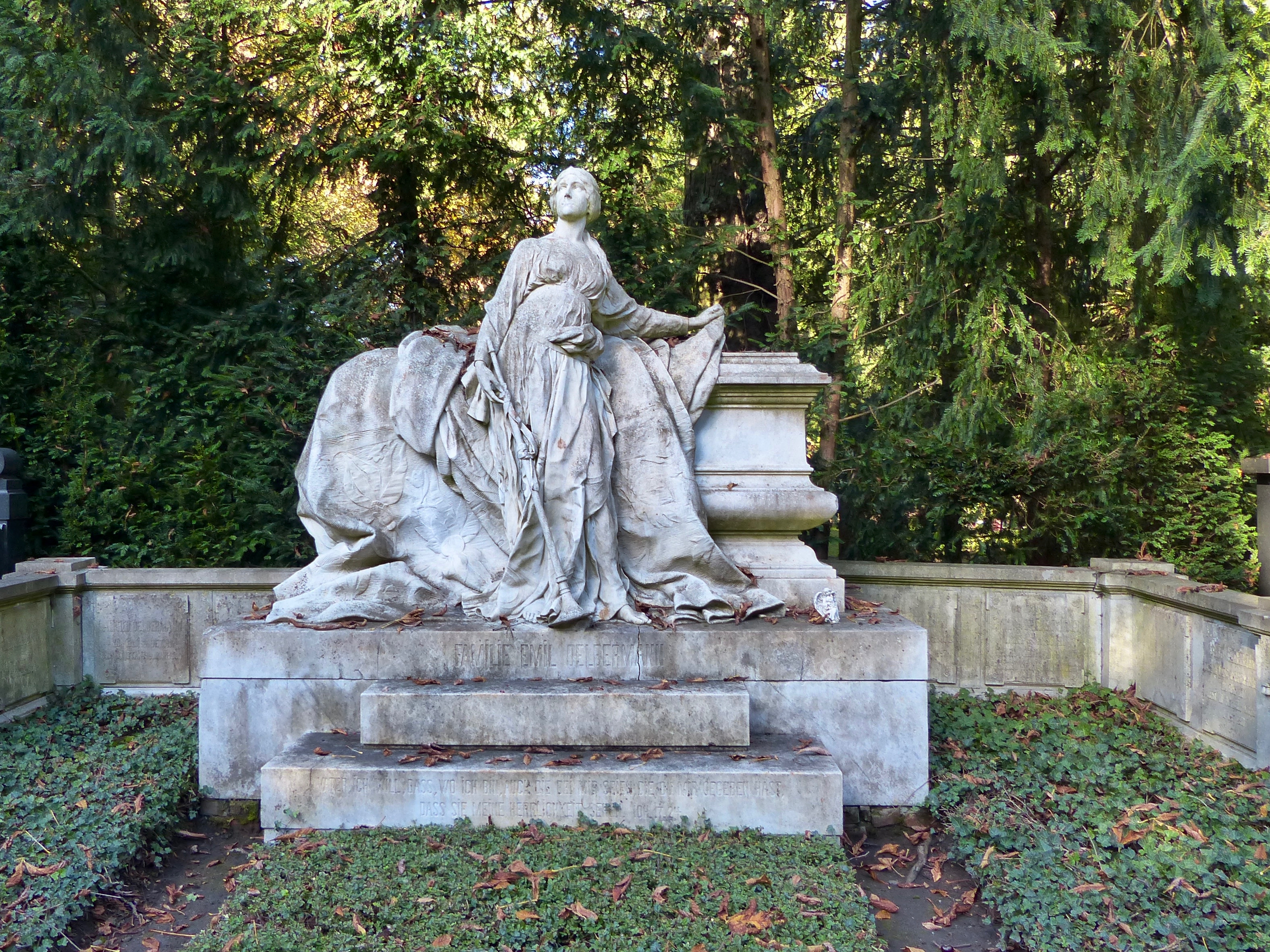
Могила Эмиля и Лауры Олберманнов. Ок. 1897. Мелатенское кладбище, Кёльн
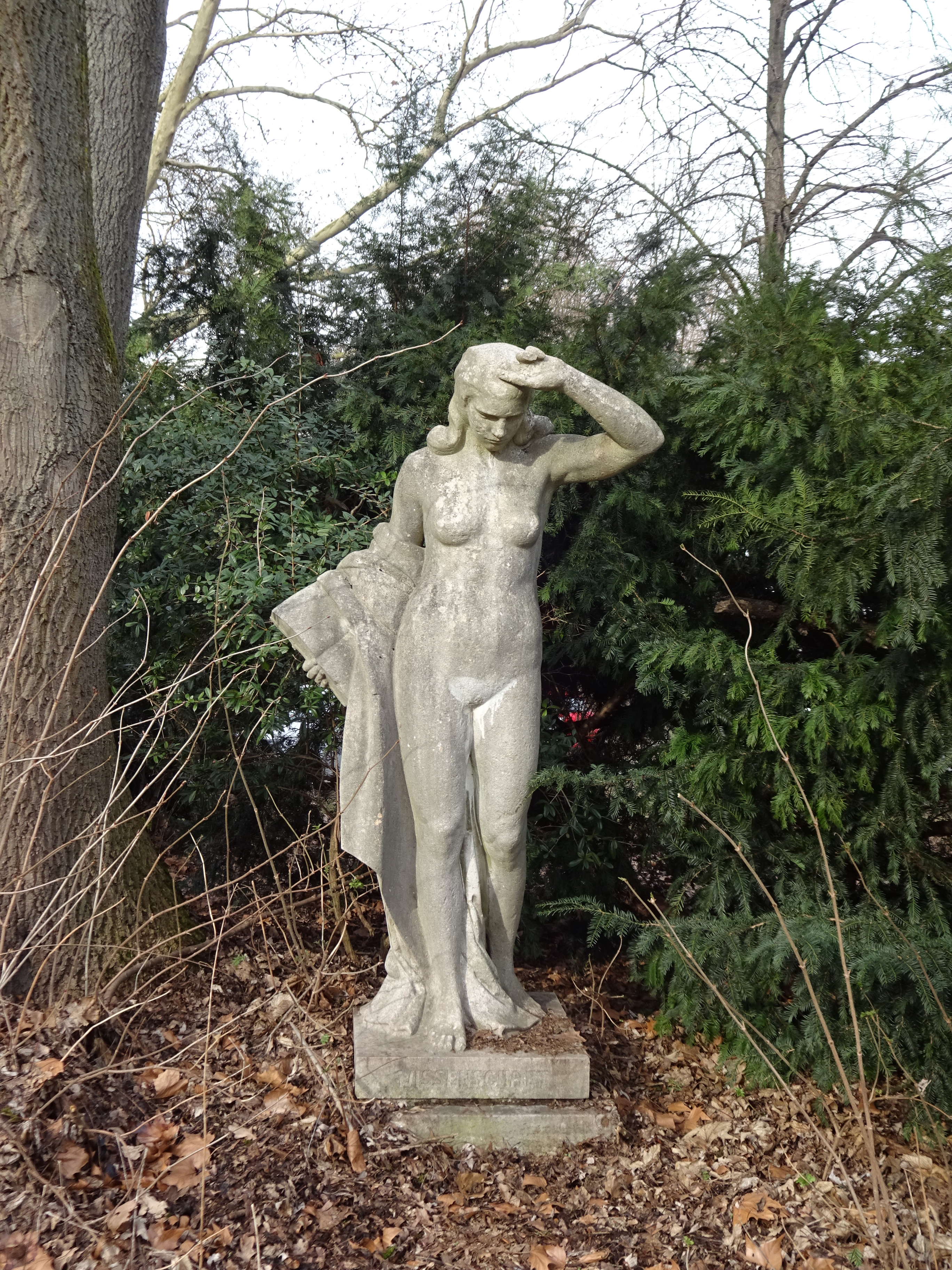
Скульптура «Наука». 1921. Дюссельдорф
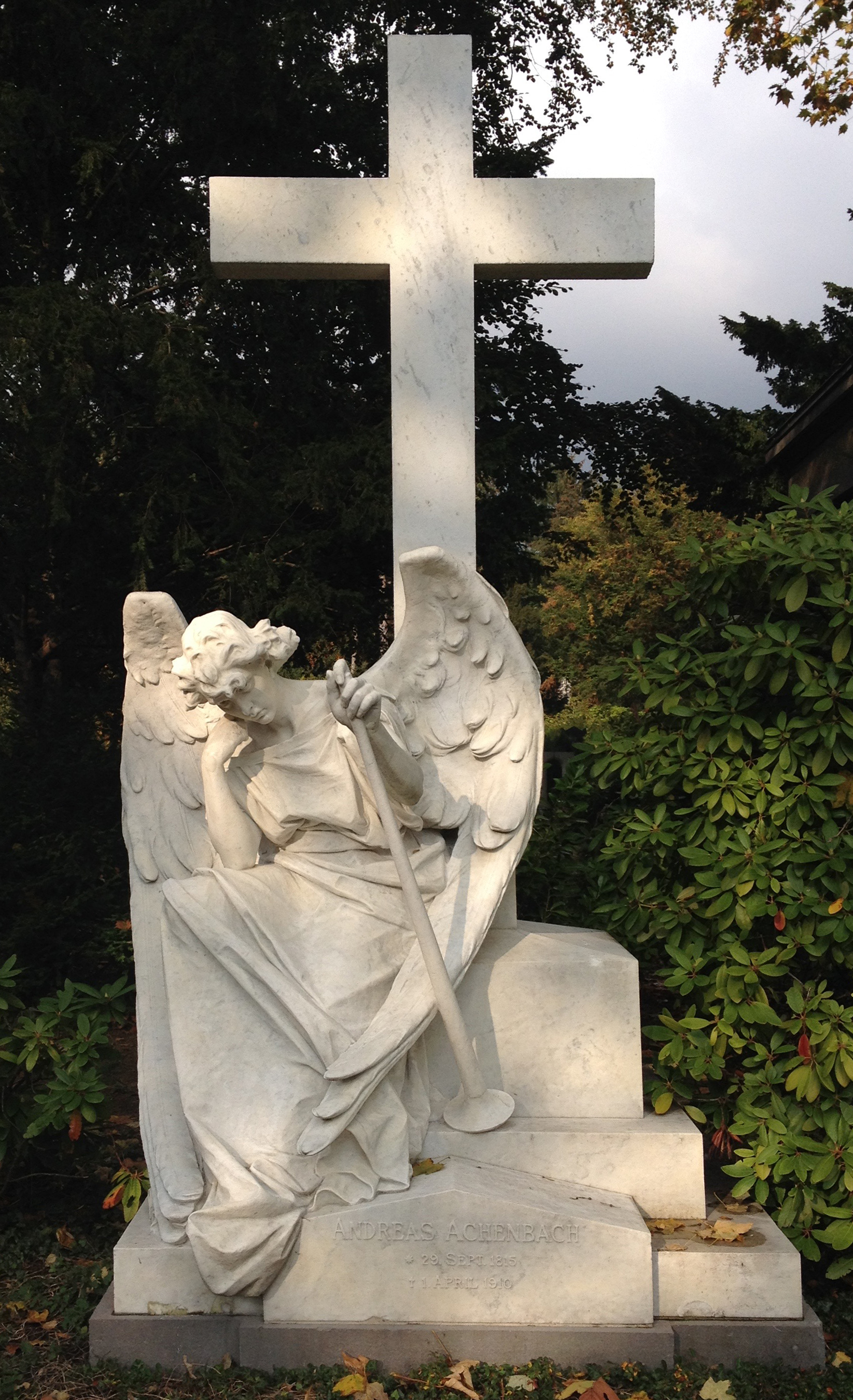
Надгробие Андреаса Ахенбаха. Ок. 1910. Северное кладбище, Дюссельдорф